# فلبوس قصير
فلبوس قصير (الاسم العلمي: Phyllobius brevis) هو نوع من الحشرات يتبع جنس الفلبوس من فصيلة السوسية الحقيقية.